# Иностранка (фильм)
«Иностра́нка» — советский комедийный художественный фильм режиссёров Константина Жука и Александра Серого, снятый на Одесской киностудии в 1965 году.

## Сюжет
Мадам Жубе́р родилась в Одессе, но вместе с родителями эмигрировала во время революции во Францию. Много лет спустя она в качестве туриста возвращается снова в свой родной город в сопровождении внучки Мадлен.
На этом же пароходе совершает дружеский визит в Советскую страну юный аравийский принц Джафар.
Мадам Жубер — модистка, ведущая скромное существование в Париже. По своим стопам собирается направить и внучку. Но всё же имеет надежду на поправку своего материального положения. Она обращается к адвокату за помощью в получении компенсации за национализированный в своё время одесский дом её отца. В поисках юридической справедливости мадам Жубер оставляет свою внучку без присмотра на корабле.
Не тратя времени на длительные ожидания, девочка знакомится с учащимися 6-го класса одесской средней школы Толей и Алёшей. Мадлен музицирует за роялем, чем приводит в восторг ребят. Они предлагают ей прослушаться у известного профессора. Для этой встречи Мадлен отправляется на корабль переодеться. Скучающий принц Джафар присоединяется к ребятам с целью поразвлечься.
Мадлен и ребята успевают позагорать на Золотом пляже, устроить соревнования по пляжной борьбе, продать по спекулятивным ценам мороженое, промокнуть под дождём, поучаствовать в переезде новосёлов… Все эти приключения происходят в поисках профессора, которого находят в пионерском лагере, во время подготовки широкомасштабного фестиваля талантов. Профессор убеждается в том, что вокальные данные у девочки достойны дальнейшего развития, и готов с нею заниматься, останься Мадлен в Одессе. Но времени до отправления парохода остаётся всё меньше, и иностранные гости спешат возвращаться.
Тем временем мадам Жубер и Абдулла, придворный принца, поднимают на ноги всю одесскую милицию в поисках пропавших ребят. Ажиотажу добавляет иностранный корреспондент Брекс, который собирается на пропаже принца сделать сенсацию в западных СМИ. Но, тем не менее, за считанные минуты до отправления ребят доставляют на корабль, который в вечерних сумерках отчаливает из Одессы.

## В ролях
- Люда Шабанова — Мадлен Бертье (поёт Тамара Миансарова)
- Азер Курбанов — принц Джафар
- Игорь Крюков — Алёша
- Юра Бондаренко — Толя
- Валя Соколова — Лена
- Рина Зелёная — мадам Жубер, бабушка Мадлен
- Сергей Филиппов — Абдулла, слуга принца (озвучивает Евгений Весник)
- Юрий Прокопович — Брекс, иностранный корреспондент
- Евгений Весник — профессор
- Илья Рутберг — гид
- Роман Хомятов — лейтенант милиции
- Евгений Котов — Михаил Иванович, боцман на пенсии
- Андрей Файт — посол
- Любовь Малиновская — продавец мороженого
- Зоя Фёдорова — Евдокия Михайловна, двоюродная сестра профессора
- Станислав Чекан — шофёр
- Рудольф Рудин — покупатель мороженого на пляже
- Зиновий Высоковский — отдыхающий на пляже
- Нелли Зиновьева — мама мальчика на пляже
- Виктор Шульгин — новосёл
- Лидия Полякова — эпизод
- А. Кримнус — эпизод
- Н. Кочкин — эпизод

## Съёмочная группа
- Постановка: Константин Жук, Александр Серый
- Сценарий: А. Воинов
- Оператор: Николай Луканев
- Художник: Михаил Заяц
- Режиссёр: В. Винников, П. Гранкин
- Композитор: Мурад Кажлаев
- Звукооператор: В. Фролков
- Костюмы: З. Лагутина
- Грим: П. Орленко
- Редактор: И. Неверов
- Монтажёр: Н. Яворская
- Текст песни пионеров: Новелла Матвеева
- Инструментально-вокальный ансамбль «ГАЯ» п/у Р. Бабаева
- Дирижёр: Мурад Кажлаев
- Директор картины: Н. Семёнов